# Иванов, Валерий Александрович
Валерий Александрович Иванов (бел. Валерый Аляксандравіч Іваноў; род. 29 января 1941 года, Минск) — генерал-полковник, профессор.

## Биография
Родился 29 января 1941 года в Минске Белорусской ССР.
В 1960 году окончил МнСВУ с золотой медалью.
В 1979 году окончил Военную инженерную радиотехническую академию ПВО им. Маршала Советского Союза Л. А. Говорова (ныне Харьковский национальный университет Воздушных Сил имени Ивана Кожедуба) с золотой медалью.
С 1992 по 1999 год — начальник Военно-дипломатической академии Министерства обороны Российской Федерации.